# Idioma birmano
El idioma birmano (birmano literario:  mranma ca AFI: [mjəmàzà]; birmano coloquial:  mranma ca.ka: AFI: [mjəmàza̰gá] o  ba.ma ca.ka: AFI: [bəmaza̰gá]) es la lengua oficial de Birmania. Se trata de una lengua perteneciente a la familia sino-tibetana, y se escribe con el alfabeto birmano, derivado de la escritura pyu, la cual derivó de la escritura brahmi. El birmano es lengua materna de las etnias bama, arakanesa (en birmano, sistema de transliteración MLC ra. hkuing, AFI: [jəkʰàɪN], en inglés rakhine), con ligeras variantes en su vocabulario, y otros subgrupos relacionados con los bama.
El birmano es, como el chino y el tibetano, una lengua analítica y tonal. El alfabeto se deriva del antiguo nagari empleado en los textos budistas pali. La escritura, de origen indostánico, no corresponde a la fonética birmana y existen letras mudas. Los caracteres de esta escritura «se componen principalmente de círculos y fragmentos de círculo». Se escribe de izquierda a derecha y las palabras están unidas entre sí, no existen apenas puntos. Siguiendo la tradición india, las letras consonantes se dividen en guturales, palatales, sibilantes, dentales y labiales; cada grupo comprende cinco letras. Existen tres acentos tonales, es decir que como en chino, una palabra escrita de la misma forma cambia de sentido según el acento tonal que lleve. El verbo va siempre al final de la frase; el birmano no es una lengua con flexiones, por lo que los prefijos y sufijos, bajo forma de partículas, son los que modifican las palabras y les dan el aspecto verbal, el género y el número.
Los primeros ejemplos de escritura birmana aparecen en el siglo IX, como ejemplo la inscripción de Rajakumar, o Myazedi, de Birmania central fechada en 1113; esta inscripción recoge la ofrenda de un Buda de oro en cuatro lenguas: pali, mon, pyu y birmano. Para finales del siglo XII el birmano es la principal lengua de las inscripciones.

## Clasificación
El birmano pertenece a las lenguas birmanas, rama de las lenguas sino-tibetanas, de las cuales el birmano es la más hablada de las lenguas no siníticas. El birmano fue la quinta de las lenguas sino-tibetanas en desarrollar un sistema de escritura, después de caracteres chinos, la escritura Pyu, el alfabeto tibetano y la escritura tangut.

### Dialectos
La mayoría de los hablantes birmanos, que viven en todo el valle del río Irrawaddy, utilizan una serie de dialectos en gran medida similares, mientras que una minoría habla dialectos no estándar que se encuentran en las zonas periféricas del país. Estos dialectos incluyen:
- Región de Tanintharyi: Merguese (Myeik, Beik), Tavoyan (Dawei), y Palaw
- Región de Magway: Yaw
- Estado Shan: Intha, Taungyo y Danu

El Arakanés (Rakhine) en Estado de Rakhine y Marma en Bangladés también se consideran a veces dialectos del birmano y a veces como idiomas separados.
A pesar de las diferencias de vocabulario y pronunciación, existe una inteligibilidad mutua entre los dialectos birmanos, ya que comparten un conjunto común de tonos, grupos de consonantes y escritura. Sin embargo, varios dialectos birmanos difieren sustancialmente del birmano estándar con respecto al vocabulario, las partículas léxicas y las rimas.

#### Valle del río Irrawaddy
El birmano hablado es notablemente uniforme entre los hablantes birmanos, particularmente aquellos que viven en el valle de Irrawaddy, todos los cuales usan variantes del birmano estándar. El  dialecto estándar del birmano (el Mandalay-Rangún continuo dialectal) proviene del valle del río Irrawaddy. Las diferencias regionales entre los hablantes de Birmania Superior (por ejemplo, el dialecto Mandalay), llamado anya tha (အညာသား) y los hablantes de Birmania Inferior (por ejemplo, dialecto de Rangún), llamado auk tha (အောက်သား), ocurren en gran medida en la elección del vocabulario, no en la pronunciación. Existen pequeñas diferencias léxicas y de pronunciación en todo el valle del río Irrawaddy. Por ejemplo, para el término ဆွမ်း, “ofrenda de comida [a un monje]”, los hablantes de bajo birmano usan /shʊ́ɰ̃/ en lugar de /shwáɰ̃/, que es la pronunciación utilizada en la Alta Birmania.
El dialecto estándar está representado por el dialecto de Rangún debido a la influencia mediática y la influencia económica de la ciudad moderna. En el pasado, el dialecto Mandalay representaba el birmano estándar. La característica más notable del dialecto Mandalay es su uso del pronombre en primera persona ကျွန်တော်, kya.nau /tɕənɔ̀/ tanto por hombres como por mujeres, mientras que en Rangún, dicho pronombre es utilizado solo por hablantes masculinos, mientras que ကျွန်မ, kya.ma tɕəma̰ es utilizado por hablantes femeninas. Además, con respecto a la terminología de parentesco, los hablantes de birmano superior diferencian los lados materno y paterno de una familia, mientras que los hablantes de birmano inferior no lo hacen.
El idioma mon también ha influido en sutiles diferencias gramaticales entre las variedades de birmano habladas en birmania inferior y alta birmania. En las variedades birmanas inferiores, el verbo ပေး ('dar') se usa coloquialmente como un marcador causal permisivo, como en otras lenguas del sudeste asiático, pero a diferencia de otras lenguas tibetano-birmanas. Este uso apenas se usa en las variedades de Birmania Superior, y se considera una construcción deficiente.

#### Fuera de la cuenca del Irrawaddy
Variedades no estándar más distintivas surgen a medida que uno se aleja del valle del río Irrawaddy hacia áreas periféricas del país. Estas variedades incluyen los dialectos Yaw, Palaw, Myeik (Merguese), Tavoyan y Intha. A pesar de las diferencias sustanciales de vocabulario y pronunciación, existe una inteligibilidad mutua entre la mayoría de los dialectos birmanos. Los dialectos en Región de Tanintharyi, incluyendo Palaw, Merguese y Tavoyan, son especialmente conservadores en comparación con el birmano estándar. Los dialectos Tavoyan e Intha han conservado el /l/ medial, que por lo demás solo se encuentra en las inscripciones birmanas antiguas. También a menudo reducen la intensidad de la oclusiva glotal. Myeik tiene 250.000 hablantes mientras que Tavoyan tiene 400.000. Las construcciones gramaticales de los dialectos birmanos en el sur de Myanmar muestran una mayor influencia Mon que el birmano estándar.
La característica más pronunciada del idioma arakanés del Estado de Rakhine es su retención del sonido  /ɹ/, que se ha convertido en /j/ en birmano estándar. Además, el arakanés presenta una variedad de diferencias vocálicas, incluida la fusión de las vocales ဧ [e] y ဣ [i]. Por lo tanto, una palabra como “sangre” သွေး se pronuncia /θwé/ en birmano estándar y /θwí/ en arakanés.

## Historia
Las primeras formas de la lengua birmana incluyen el birmano antiguo y birmano medio. El birmano antiguo data del siglo 11 al 16 (en las dinastías Pagan a Ava); Birmano medio del siglo 16 al 18 (entre la distanía Toungoo a principios de la Konbaung); el birmano moderno desde mediados del siglo 18 hasta el presente. El orden de palabras, la estructura gramatical y el vocabulario se han mantenido marcadamente estables hasta bien entrado el birmano moderno, con la excepción del contenido léxico (por ejemplo, las palabra de funciones).

### Antiguo birmano

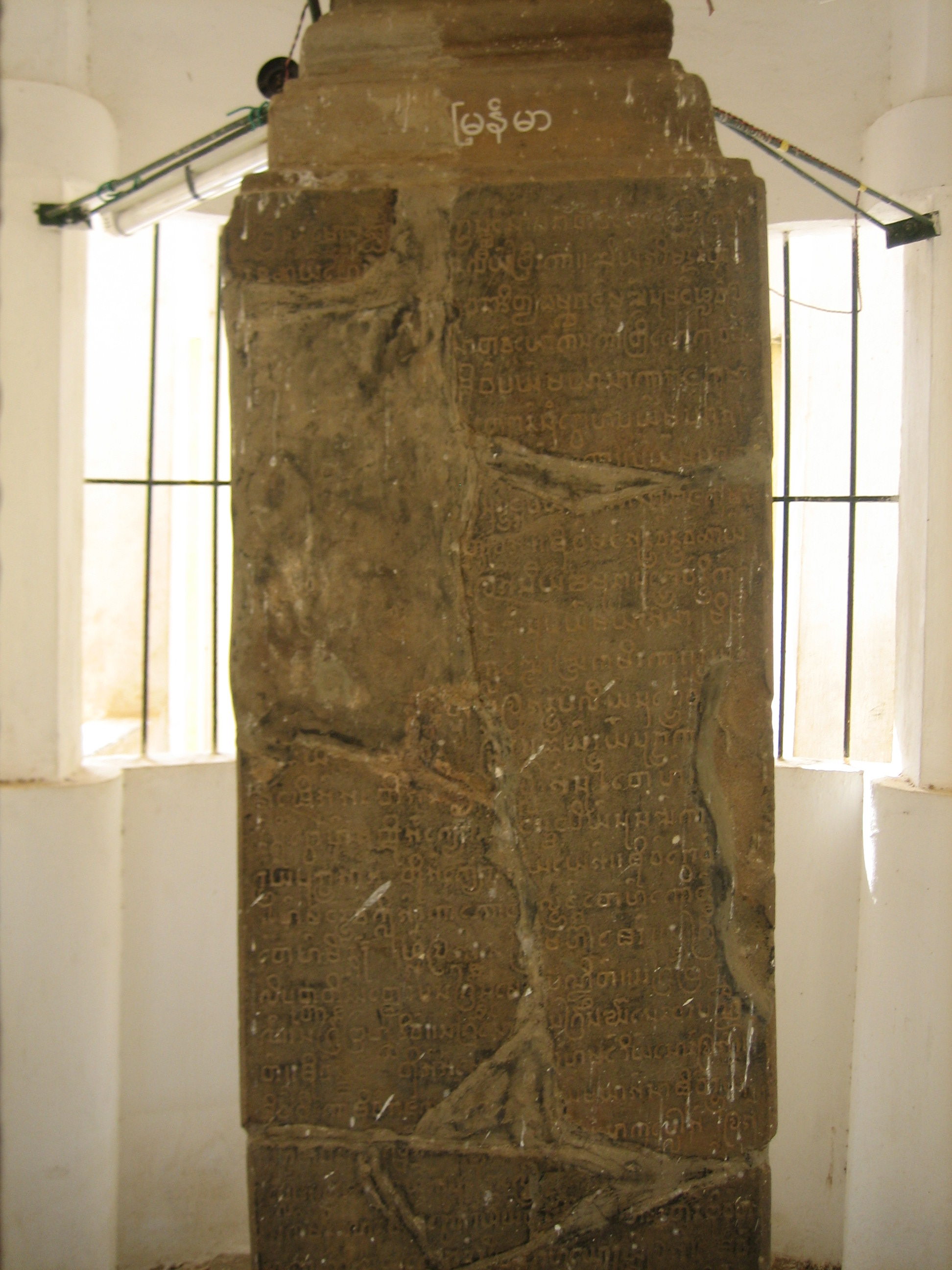
La Inscripción Myazedi, fechada en 1113 d. C., es la inscripción de piedra más antigua que se conserva de la lengua birmana.

La forma atestiguada más antigua de la lengua birmana se llama birmano antiguo, que data de las inscripciones de piedra de los siglos 11 y 12 de  Pagano. La evidencia más antigua del alfabeto birmano está fechada en 1035, mientras que una fundición hecha en el siglo 18 de una antigua inscripción de piedra apunta a 984.
Debido al prestigio lingüístico del antiguo pyu en la era Pagan, el birmano antiguo tomó prestado un corpus sustancial de vocabulario del pali a través del  Idioma pyu. Estos préstamos indirectos se remontan a la idiosincrasia ortográfica en estas palabras prestadas, como la palabra birmana "adorar", que se escribe ပူဇော် (pūjo) en lugar de ပူဇာ (pūjā), como se esperaría de la ortografía Pali original.

### Birmano medio
La transición al birmano medio ocurrió en el siglo 16. La transición al birmano medio incluyó cambios fonológicos (por ejemplo, fusiones de  pares de sonido que eran distintos en birmano antiguo), así como cambios acompañantes en la ortografía subyacente.
Desde la década de 1500 en adelante, los reinos birmanos vieron ganancias sustanciales en la tasa de alfabetización de la población, que se manifestó en una mayor participación de laicos en la escritura y composición de documentos legales e históricos, dominios que tradicionalmente eran el dominio de los monjes budistas, e impulsó la consiguiente proliferación de la literatura birmana, tanto en términos de géneros como de obras. Durante este período, la escritura birmana comenzó a emplear letras circulares de estilo cursiva típicamente utilizadas en manuscritos de hoja de palmas, a diferencia de las tradicionales letras cuadradas en forma de bloque utilizadas en períodos anteriores. Las convenciones ortográficas utilizadas en el birmano escrito hoy en día se remontan en gran medida al birmano medio.

### Birmano moderno
El birmano moderno surgió a mediados del siglo 18. En ese momento, la alfabetización masculina en Birmania era de casi el 50%, lo que permitió la amplia circulación de textos legales, crónicas reales y textos religiosos. Una de las principales razones de la uniformidad de la lengua birmana fue la presencia casi universal de monasterios budistas (llamados kyaung) en las aldeas birmanas. Estos "kyaung" sirvieron como la base del sistema de educación monástica precolonial, que fomentó la uniformidad del idioma en todo el valle del Alto Irrawaddy, la patria tradicional de los hablantes birmanos. El censo de la India de 1891, realizado cinco años después de la anexión de todo el Reino de Konbaung, encontró que el antiguo reino tenía una tasa de "alfabetización masculina inusualmente alta" del 62,5% para los birmanos superiores de 25 años o más. Para toda la Birmania británica, la tasa de alfabetización fue del 49% para los hombres y del 5,5% para las mujeres (por el contrario, la India británica tenía una tasa de alfabetización masculina del 8,44%).
La expansión de la lengua birmana en la Baja Birmania también coincidió con la aparición del birmano moderno. Tan tarde como a mediados de 1700, el mon, un idioma austroasiático, era el idioma principal de la Baja Birmania, empleado por el pueblo Mon que habitaba la región. El cambio de la Baja Birmania de Mon a Birmania fue acelerado por la victoria de la Dinastía Konbaung de habla birmana sobre el Reino Hanthawaddy restaurado de habla mon en 1757. En 1830, se estima que el 90% de la población de la Baja Birmania se autoidentificó como bamars de habla birmana; enormes franjas del antiguo territorio de habla mon, desde el delta de Irrawaddy hasta río arriba en el norte, abarcando Bassein (ahora Pathein) y Rangún (ahora Yangon) hasta Tharrawaddy, Toungoo, Prome (ahora Pyay) y Henzada (ahora Hinthada), ahora eran de habla birmana. El cambio de idioma se ha atribuido a una combinación de desplazamiento de población, matrimonios mixtos y cambios voluntarios en la autoidentificación entre las poblaciones bilingües cada vez más mon-birmanas de la región.
La marca de tono estandarizada en birmano escrito no se logró hasta el siglo 18. Desde el siglo 19 en adelante, los ortógrafos crearon deletreadores para reformar la ortografía birmana, debido a las ambigüedades que surgieron sobre la transcripción de sonidos que se habían fusionado. El dominio británico vio esfuerzos continuos para estandarizar la ortografía birmana a través de diccionarios y deletreadores.
La anexión gradual de Birmania por parte de Gran Bretaña a lo largo del siglo 19, además de la inestabilidad económica y política concomitante en la Alta Birmania (por ejemplo, el aumento de las cargas fiscales de la corona birmana, los incentivos británicos a la producción de arroz, etc.) también aceleró la migración de hablantes birmanos de la Alta Birmania a la Baja Birmania. Dominio británico en Birmania erosionó la importancia estratégica y económica de la lengua birmana; El birmano estaba efectivamente subordinado al idioma inglés en el sistema educativo colonial, especialmente en la educación superior.
En la década de 1930, el idioma birmano vio un renacimiento lingüístico, precipitado por el establecimiento de una  Universidad de Rangún en 1920 y el inicio de una especialización en lengua birmana en la universidad por Pe Maung Tin, siguiendo el modelo de los estudios lengua anglosajona en la Universidad de Oxford. Las protestas estudiantiles en diciembre de ese año, desencadenadas por la introducción del inglés en exámenes de aritmética, alimentaron la creciente demanda de birmano para convertirse en el medio de educación en la Birmania británica; posteriormente se lanzó un sistema paralelo de corta duración pero simbólico de "escuelas nacionales" que enseñaban en birmano. El papel y la prominencia de la lengua birmana en la vida pública y las instituciones fue defendido por los nacionalistas birmanos, entrelazados con sus demandas de mayor autonomía e independencia de los británicos en el período previo a la independencia de Birmania en 1948.
La constitución de Birmania prescribió el birmano como el idioma oficial de la nación recién independizada. La Sociedad de Traducción de Birmania y el Departamento de Traducción y Publicación de la Universidad de Rangún se establecieron en 1947 y 1948, respectivamente, con el objetivo conjunto de modernizar el idioma birmano para reemplazar el inglés en todas las disciplinas. El sentimiento anticolonial a lo largo de la era posterior a la independencia llevó a un cambio reaccionario del inglés al birmano como medio nacional de educación, un proceso que fue acelerado por la Vía birmana al socialismo. En agosto de 1963, el socialista Consejo Revolucionario de Unión estableció la Comisión Literaria y de Traducción (el precursor inmediato de la Comisión de Idioma de Myanmar) para estandarizar la ortografía, dicción, composición y terminología birmanas. La última autoridad ortográfica, llamada Myanma Salonpaung Thatpon Kyan (မြန်မာ စာလုံးပေါင်း သတ်ပုံ ကျမ်း), fue compilada en 1978 por la comisión.

## Registros
El birmano es una lengua diglosa con dos distinguibles registros (o variedades diglosas):
1. Forma literaria alta (H)[17] (မြန်မာစာ mranma ca): la alta variedad (formal y escrita), utilizada en literatura (escritura formal), periódicos, emisiones de radio y discursos formales
2. Forma hablada baja (L)[17] (မြန်မာစကား mranma ca.ka:): la variedad baja (informal y hablada), utilizada en la conversación diaria, la televisión, los cómics y la literatura (escritura informal)

La forma literaria del birmano conserva estructuras gramaticales arcaicas y conservadoras y modificadores (incluyendo partículas, marcadores y pronombres) que ya no se usan en la forma coloquial. El birmano literario, que no ha cambiado significativamente desde el siglo XIII, es el registro del birmano que se enseña en las escuelas. En la mayoría de los casos, los marcadores gramaticales correspondientes en las formas literarias y habladas no están relacionados entre sí. Ejemplos de este fenómeno incluyen los siguientes términos léxicos:
- “esto” (pronombre):  ALTO ဤ i →  BAJO ဒီ di
- “eso” (pronombre):  ALTO ထို htui →  BAJO ဟို hui
- “en” (postposición):  ALTO ၌ hnai.  [n̥aɪʔ] →  BAJO မှာ hma [m̥à]
- plural (marcador):  ALTO များ mya: →  BAJO တွေ twe
- posesivo (marcador):  ALTO ၏ i. →  BAJO ရဲ့ re.
- “y” (conjunción):  ALTO နှင့် hnang. →  BAJO နဲ့ ne.
- “si” (conjunción):  ALTO လျှင် hlyang →  BAJO ရင် rang

Históricamente, el registro literario fue preferido para el birmano escrito sobre la base de que "el estilo hablado carece de gravedad, autoridad, dignidad". A mediados de la década de 1960, algunos escritores birmanos encabezaron los esfuerzos para abandonar la forma literaria, afirmando que la forma vernácula hablada debería usarse. Algunos lingüistas birmanos como Minn Latt, un académico checo, propusieron alejarse por completo de la alta forma de birmano. Aunque la forma literaria es muy utilizada en contextos escritos y oficiales (obras literarias y académicas, transmisiones de noticias de radio y novelas), la tendencia reciente ha sido acomodar la forma hablada en contextos escritos informales. Hoy en día, las transmisiones de noticias de televisión, los cómics y las publicaciones comerciales utilizan la forma hablada o una combinación de las formas formales habladas y más simples, menos ornamentadas.
La siguiente oración de muestra revela que las diferencias entre el birmano literario y el birmano hablado ocurren principalmente en partículas gramaticales:
|                   | sustantivo                          | verbo    | part.             | sustantivo   | part.            | adj.      | part.           | verbo      | part.         | part.           | part.         |
| Literario ( ALTO) | ရှစ်လေးလုံးအရေးအခင်း hracle:lum:a.re:a.hkang:  | ဖြစ် hprac | သောအခါက sau:a.hkaka. | လူ lu         | ဦးရေ u:re          | ၃၀၀၀ 3000 | မျှ hmya.         | သေဆုံး sehcum: | ခဲ့ hkai.       | ကြ kra.          | သည်။ sany      |
| Hablado ( BAJO)   | ရှစ်လေးလုံးအရေးအခင်း hracle:lum:a.re:a.hkang:  | ဖြစ် hprac | တုံးက tum:ka.        | လူ lu         | အယောက် a.yauk       | ၃၀၀၀ 3000 | လောက် lauk         | သေ se       | ခဲ့ hkai.       | -               | တယ်။ tai       |
| Glosa             | El levantamiento de los cuatro ocho | sucede   | cuando            | las personas | miden la palabra | 3.000     | aproximadamente | mueren     | tiempo pasado | marcador plural | oración final |

El birmano tiene niveles de cortesía y honoríficos que tienen en cuenta el estado y la edad del orador en relación con la audiencia. La partícula ပါ pa se usa con frecuencia después de un verbo para expresar cortesía. Además, los pronombres birmanos transmiten diversos grados de deferencia o respeto. En muchos casos, el habla cortés (por ejemplo, dirigiéndose a maestros, funcionarios o ancianos) emplea pronombres en tercera persona de la era feudal o el mes de parentesco en lugar de pronombres de primera y segunda persona. Además, con respecto a la elección del vocabulario, el birmano hablado distingue claramente al clero budista (monjes) de los laicos (casasr), especialmente cuando se habla de o sobre bhikkhus (monjes). Los siguientes son ejemplos de vocabulario variable utilizado para el clero budista y para los laicos:
- “dormir” (verbo): ကျိန်း kyin: [tɕẽ́j] para monjes vs. အိပ် ip [ejʔ] para laicos
- “morir” (verbo): ပျံတော်မူ pyam tau mu [pjã̀ dɔ̀ mù] para monjes vs. သေ se [t̪è] para laicos

## Vocabulario
El birmano tiene principalmente un vocabulario sino-tibetano monosilábico recibido. Sin embargo, muchas palabras, especialmente las palabras prestadas de lenguas indoeuropeas como el inglés, son polisilábicas, y otras, de Mon, una lengua austroasiática, son esquisilábicas. Las palabras prestadas birmanas son abrumadoramente en forma de sustantivos.
Históricamente, el pali, el idioma litúrgico de Budismo Theravada, tuvo una profunda influencia en el vocabulario birmano. El birmano ha adoptado fácilmente palabras de origen pali; esto puede deberse a las similitudes fonotáctica entre los dos idiomas, junto con el hecho de que la escritura utilizada para el birmano se puede usar para reproducir la ortografía pali con total precisión. Los préstamos lingüísticos del pali a menudo están relacionados con la religión, el gobierno, las artes y la ciencia.
Los préstamos birmanos de Pali toman principalmente cuatro formas:
1. Préstamo directo: importación directa de palabras pali sin alteración en la ortografía
  - “vida”: Pali ဇီဝ jiva → birmano ဇီဝ jiva
2. Préstamo abreviado: importación de palabras pali con reducción de sílaba acompañada y alteración en la ortografía (generalmente mediante la colocación de un diacrítico, llamado athat အသတ် (lit. 'inexistente') encima de la última letra de la sílaba para suprimir la vocal inherente de la consonante[30]
  - “karma”: Pali ကမ္မ kamma → birmano ကံ ka'm'
  - “amanecer”: Pali အရုဏ aruṇa → birmano အရုဏ် aruṇ
  - “mérito”: Pali ကုသလ kusala → birmano ကုသိုလ် kusuil
3. Doble préstamo: adopción de dos términos diferentes derivados de la misma palabra pali[29]
  - Pali မာန māna → birmano မာန [màna̰] ('arrogancia') y မာန် [mã̀] ('orgullo')
4. Préstamo híbrido (por ejemplo, neologismos o calcos): construcción de compuestos que combina palabras birmanas nativas con pali o combina palabras pali:[31]
  - “avión”: လေယာဉ်ပျံ [lè jɪ̀m bjã̀], lit. 'air machine fly', ← လေ (nativo birmano, 'aire') + ယာဉ် (del pali yana, 'vehículo') + ပျံ (palabra birmana nativa, 'fly')[31]

El birmano también ha adaptado numerosas palabras del mon, tradicionalmente pronunciadas por la etnia mon, que hasta hace poco formaban la mayoría en Birmania Inferior. La mayoría de las palabras prestadas Mon están tan bien asimiladas que no se distinguen como palabras prestadas, ya que el birmano y el mon se usaron indistintamente durante varios siglos en la Birmania precolonial. Los préstamos Mon a menudo están relacionados con la flora, la fauna, la administración, los textiles, los alimentos, los barcos, la artesanía, la arquitectura y la música.
Como consecuencia natural de dominio británico en Birmania, el inglés ha sido otra fuente importante de vocabulario, especialmente con respecto a la tecnología, las mediciones y las instituciones modernas. Las palabras prestadas en inglés tienden a tomar una de tres formas:
1. Préstamo directo: adopción de una palabra inglesa, adaptada a la fonología birmana[33]
  - “democracia”: inglés democracy → birmano ဒီမိုကရေစီ
2. Neologismo o calco: traducción de una palabra inglesa usando palabras constituyentes birmanas nativas[34]
  - “drechos humanos”: inglés 'human rights' → birmano လူ့အခွင့်အရေး (လူ့ 'human' + အခွင့်အရေး 'rights')
3. Préstamo híbrido: construcción de palabras compuestas uniendo palabras birmanas nativas a palabras en inglés[35]
  - “firmar”: ဆိုင်းထိုး [shã́ɪ̃ thó] ← ဆိုင်း (inglés, sign) + ထိုး (birmano nativo, 'inscribe').

En menor medida, el birmano también ha importado palabras de sánscrito (religión), hindi (comida, administración y envío) y  Chino (juegos y comida). El birmano también ha importado un puñado de palabras de otros idiomas europeos como  Portugués.
Aquí hay una muestra de palabras de préstamo que se encuentran en birmano:
- sufrimiento: ဒုက္ခ [dowʔkha̰], del pali dukkha
- radio: ရေဒီယို [ɹèdìjò], del inglés radio
- método: စနစ် [sənɪʔ], desde Mon
- eggroll: ကော်ပြန့် [kɔ̀pjã̰], del hokkien 潤餅 (jūn-piáⁿ)
- esposa: ဇနီး [zəní], del hindi jani
- fideos: ခေါက်ဆွဲ [khaʊʔ shwɛ́], del shan ၶဝ်ႈသွႆး [khāu shɔi]
- pie (unidad de medida): ပေ [pè], del portugués pé
- bandera: အလံ [əlã̀], en árabe: علم‎ ʿalam
- almacén: ဂိုဒေါင် [ɡòdã̀ʊ̃], del malayo gudang

Desde el final del dominio británico, el gobierno birmano ha intentado limitar el uso de préstamos occidentales (especialmente del inglés) acuñando nuevas palabras (neologismos). Por ejemplo, para la palabra "televisión", las publicaciones birmanas tienen el mandato de usar el término ရုပ်မြင်သံကြား (lit. 'ver imagen, escuchar sonido') en lugar de တယ်လီဗီးရှင်း, una transliteración directa en inglés. Otro ejemplo es la palabra "vehículo", que es oficialmente ယာဉ် [jɪ̃̀] (derivado de Pali) pero ကား [ká] (del inglés car) en birmano hablado. Algunos préstamos en inglés previamente comunes han caído en des uso con la adopción de neologismos. Un ejemplo es la palabra "universidad", anteriormente ယူနီဗာစတီ jùnìbàsətì], del inglés university, ahora တက္ကသိုလ် [tɛʔkət̪ò], un neologismo derivado del pali recientemente creado por el gobierno birmano y derivado de la ortografía pali de Taxila (တက္ကသီလ Takkasīla), una antigua ciudad universitaria en el actual Pakistán.
Algunas palabras en birmano pueden tener muchos sinónimos, cada uno con ciertos usos, como formal, literario, coloquial y poético. Un ejemplo es la palabra "luna", que puede ser လ la̰ (tibetano-birmano nativo), စန္ဒာ/စန်း [sàndà]/[sã́] (derivados del pali canda 'luna'), o သော်တာ [t̪ɔ̀ dà] (sánscrito).

## Sistema de escritura

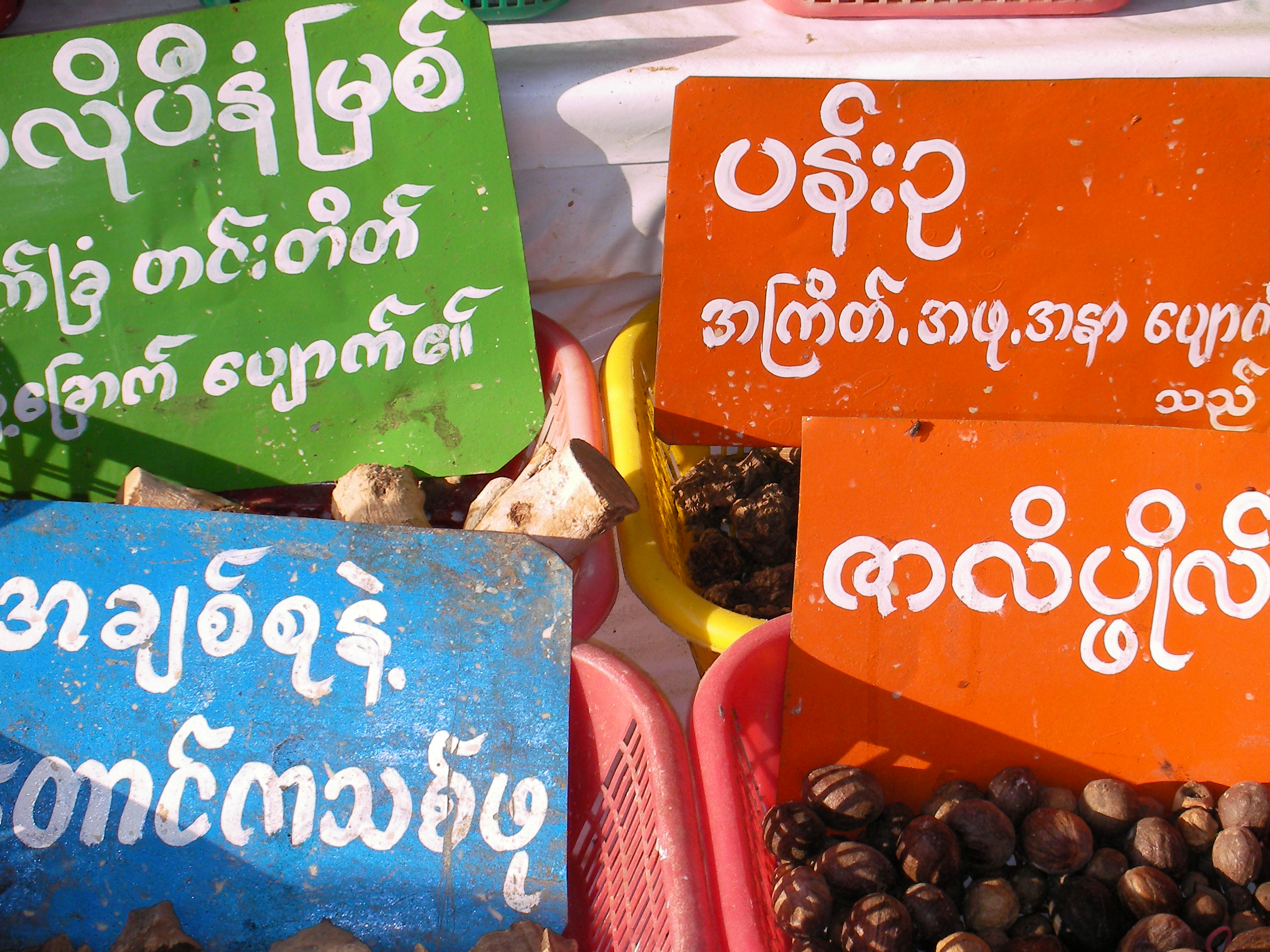
Muestra de varios estilos de escritura birmana

El alfabeto birmano consta de 33 letras y 12 vocales y se escribe de izquierda a derecha. No requiere espacios entre palabras, aunque la escritura moderna generalmente contiene espacios después de cada cláusula para mejorar la legibilidad. Caracterizado por sus letras circulares y diacríticos, la escritura es una abugida, con todas las letras que tienen una vocal inherente အ a. [a̰] o [ə]. Las consonantes están dispuestas en seis grupos de consonantes (llamados ဝဂ်) basados en la articulación, como otras escrituras Brahmi. Las marcas de tono y las modificaciones vocálicas se escriben como diacríticos colocados a la izquierda, derecha, arriba e inferior de las letras.
Los cambios ortográficos posteriores a cambios en la fonología (como la fusión de la [-l-] y [-ɹ-] medials) en lugar de transformaciones en la estructura gramatical birmana y la fonología, que por el contrario, se ha mantenido estable entre el birmano antiguo y el birmano moderno. Por ejemplo, durante la era pagana, el medial [-l-] ္လ fue transcrito por escrito, que ha sido reemplazado por medials [-j-] ျ y [-ɹ-] ြ en birmano moderno (por ejemplo, "escuela" en birmano antiguo က္လောင် [klɔŋ] → ကျောင်း [ tɕã́ʊ̃] en birmano moderno). Del mismo modo, el birmano escrito ha conservado todas las finales nasalizadas [-n, -m, -ŋ], que se han fusionado con [-ɰ̃] en birmano hablado. (La excepción es [-ɲ], que, en birmano hablado, puede ser una de las muchas vocales abiertas [i, e, ɛ]. Del mismo modo, otras finales consonánticas [-s, -p, -t, -k] se han reducido a [-ʔ]. Fusiones similares se ven en otras lenguas sino-tibetanas como shanghainés, y en menor medida, cantonés.
La escritura en birmano data de la distanía pagan. Los estudiantes del período colonial británico creían que la escritura birmana se desarrolló c. 1058 a partir de la escritura mon. Sin embargo, la evidencia más reciente ha demostrado que la escritura birmana ha estado en uso al menos desde 1035 (tal vez ya en 984), mientras que la escritura Mon más antigua de Birmania, que es diferente de la escritura mon de Tailandia, data de 1093. La escritura birmana puede haber sido obtenida de la escritura Pyu. (Tanto las escrituras mon como pyu son derivadas del brahmi.) La ortografía birmana originalmente siguió un formato de bloque cuadrado, pero el formato cursivo se afianzó a partir del siglo 17 cuando el aumento de la alfabetización y la explosión resultante de la literatura birmana llevaron al uso más amplio de hojas de palma y papel doblado conocido como parabaiks (ပုရပိုက်).

## Romanización y transcripción
No existe un sistema oficial de romanización para el birmano. [cita requerida] Ha habido intentos de hacer uno, pero ninguno ha tenido éxito. Replicar los sonidos birmanos en la escritura latina es complicado. Existe un sistema de transcripción basado en Pali, el Sistema de transcripción MLC que fue ideado por la Comisión lingüística de Myanmar (MLC). Sin embargo, solo transcribe sonidos en birmano formal y se basa en el alfabeto birmano en lugar de la fonología.
Se han propuesto varios sistemas de transcripción coloquial, pero ninguno es abrumadoramente preferido sobre otros.
La transcripción del birmano no está estandarizada, como se ve en las diferentes transcripciones en inglés de los nombres birmanos. Por ejemplo, un nombre personal birmano como ဝင်း [wɪ̃́] puede ser romanizado de diversas maneras como Win, Winn, Wyn, o Wynn, mientras que ခိုင် [khã̀ɪ̃] puede ser romanizado como Khaing, Khine o Khain.

## Fuentes de computadora y distribución de teclado estándar

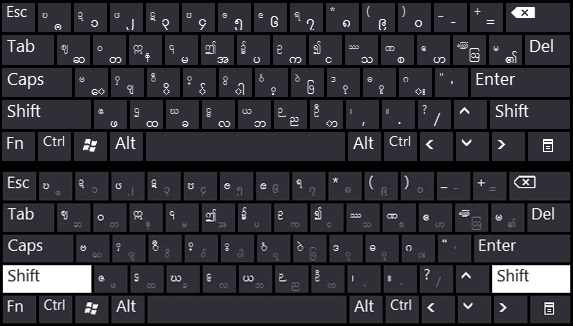
Myanmar3, la distribución estándar del teclado birmano de iure